# Rue Émile-Zola (Troyes)
Pour les articles homonymes, voir Rue Émile Zola.
La rue Émile-Zola, anciennement rue Notre-Dame, est une voie historique du centre-ville de Troyes, dans le département de l'Aube qui s'étend du bas de la place Jean Jaurès jusqu'à la place de la préfecture de l'Aube.
Artère commerçante la plus importante de Troyes, elle est composée en partie d'un alignement de maisons à pans de bois colorés datant du XVIe siècle. Cette rue a été rénovée de 2003 à 2004.

## Situation et accès
La rue Emile Zola est principalement composée d'un alignement de maisons à pans de bois colorés datant du XVIe siècle. Ces bâtiments furent reconstruits après le violent incendie qui a éclaté au cœur de la ville médiévale, détruisant les principaux quartier de la ville en 1524. Bien qu'il ne reste que très peu de bâtiments de l'époque médiévale, cette voie a conservé cet aspect historique et démontre un aperçu de ce que fut la commune du temps des Foires de Champagne.
La plupart des maisons à pans de bois du XVIe siècle formant la rue Émile-Zola est considérée comme remarquable : la maison située au no 107 présente une façade restaurée à l'occasion du réaménagement de la rue en 2004. Elle est composée d'une ossature métallique construite en 1896, plusieurs pierres sculptées, de grandes verrières, un entablement et un fronton. Le no 108 est peint avec du badigeon belge tandis que le no 111, couleur bleu ciel, abrite l'hôtel du lion noir, présentant une façade, un escalier, et une galerie typique du style renaissance. La rez-de-chaussée de la maison à pans de bois du no 115 comprend 3 pilastres sculptés selon des motifs en losange. Enfin, le no 117, le plus remarquable selon l'historien local Patrick Dupré, est composé de fenêtre comportant des meneaux sculptés de torsades, d'écailles et de petits flambeaux.

## Origine du nom
Elle porte le nom de l'écrivain et journaliste français Émile Zola (1840-1902).

## Historique
Créé en 1851, la Rue Notre-Dame est née de la fusion de quatre rues distinctes :
- La rue du Marché aux Oignons situé entre la place Jean-Jaurès et la rue de la Montée des Changes. C'est un grand hôtel, dit de la Clef-d'Argent, de même que son puits qui lui donna son nom en 1550[4] ;
- La rue de l’Épicerie entre la Montée des Changes jusqu'à la rue Général Saussier. Son nom remonte aux anciens âges. C'est dans cette rue que les troyens achetaient la cannelle, le girofle, la muscade, le gingembre, et d'autres produits que les marchands provençaux et italiens allaient chercher aux lieux de production, et que les marchands venant du nord de l'Europe venaient acheter à Troyes comme lieu d'entrepôt[5] ;
- La rue de la Fannerie permet le prolongement de la voie jusqu'au croisement avec la rue Raymond Poincaré. Son nom provient du prénom Fanny et rend « témoignage » du séjour des Anglais à Troyes pendant la Guerre de Cent Ans[6] ;
- La rue Notre-Dame proprement dite, et aboutissant à la place de la Libération (accueillant l'hôtel de préfecture de l'Aube). Son nom est emprunté à un couvent de Bénédictines qui ont exercé dans cette voie et les rues limitrophes des droits de justice et des perceptions de cens[7].

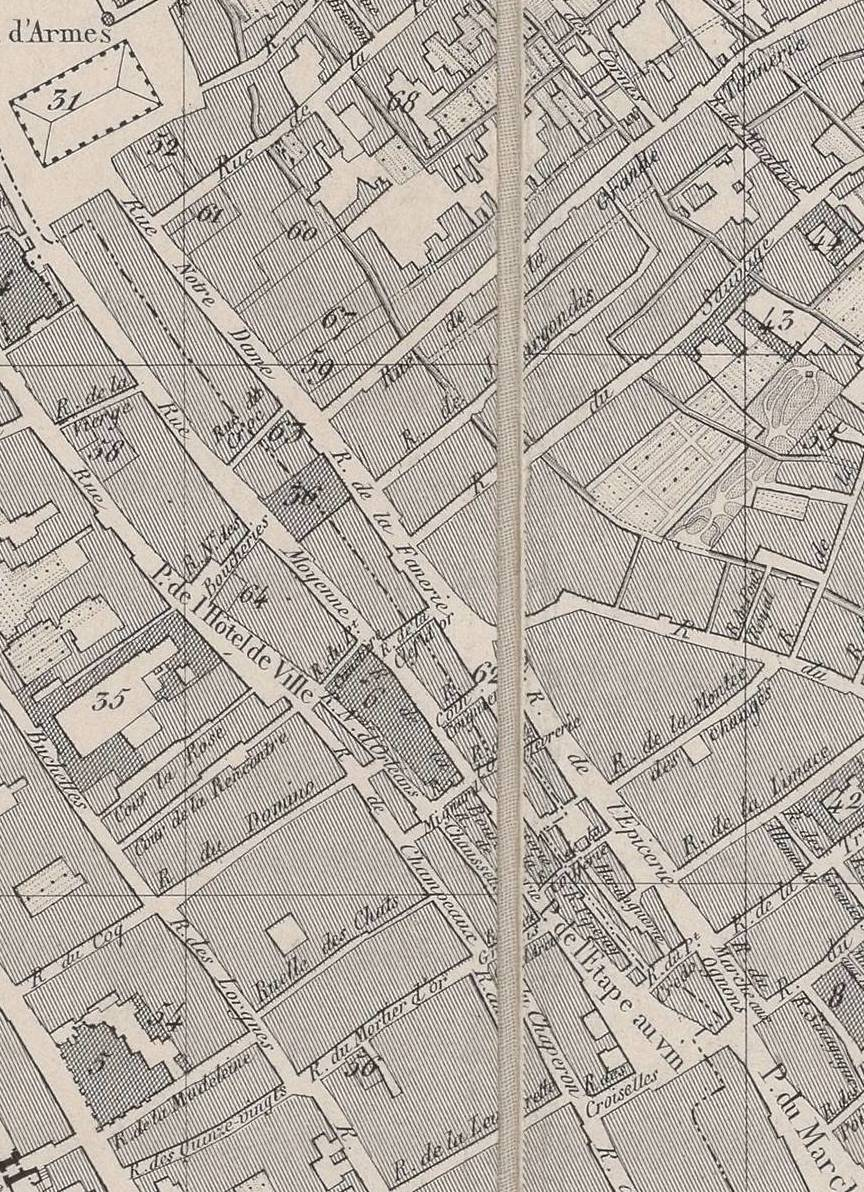
Depuis la Place d'Armes à la Place du marché à blé en 1839.

Elle est considérée, depuis le Moyen Âge, comme l'artère commerçante la plus prestigieuse de Troyes. Au XVIe siècle, cette voie accueillait les plus anciennes hôtelleries de la ville, une halle aux cuirs, et des magasins comme la Cicogne, l'Ange-Gabriel, la Truie-qui-File, le Roi-David, la Fleur-de-Lys, etc. Elle fut également le quartier des imprimeurs et des libraires.

## Bâtiments remarquables et lieux de mémoire

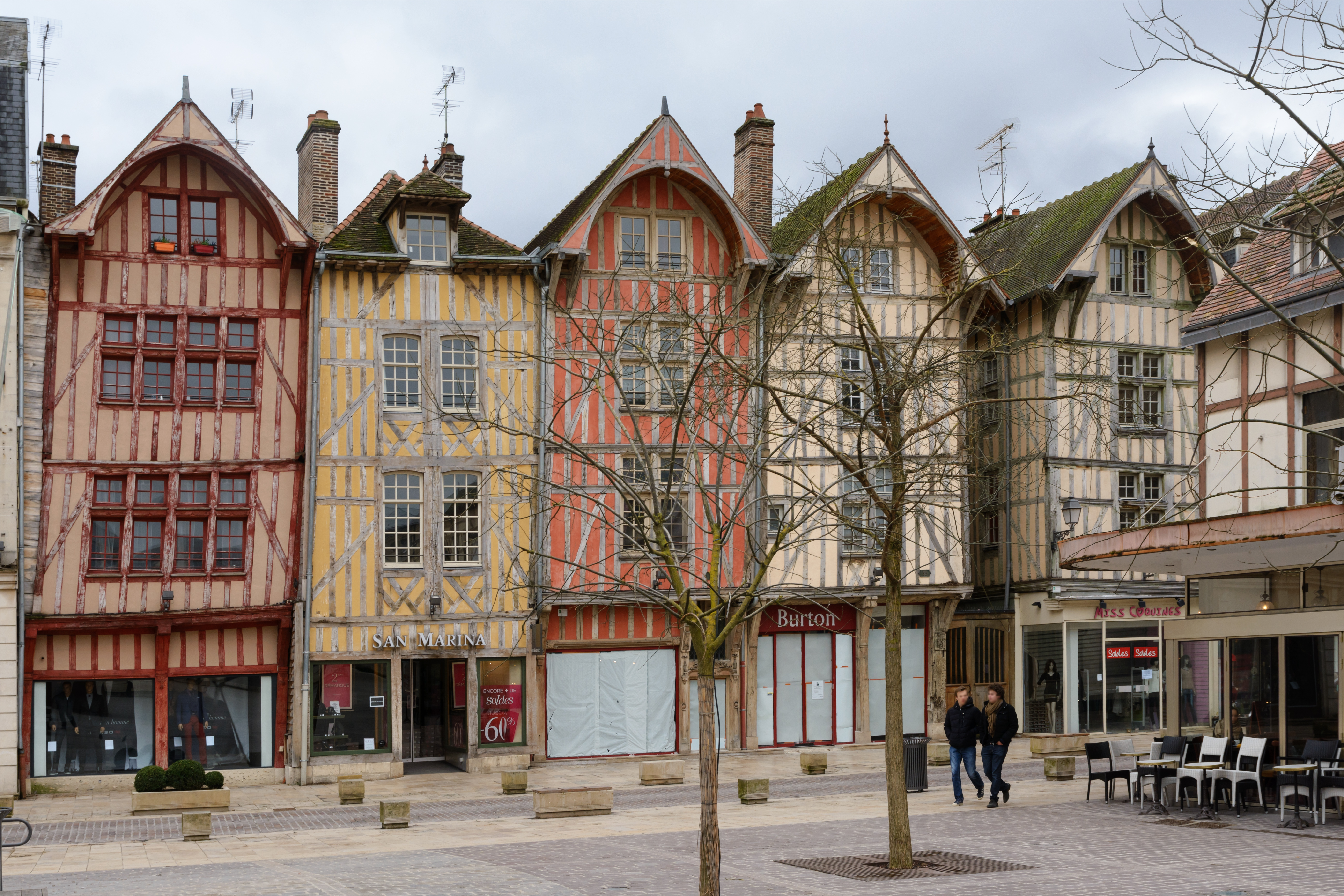
Les no 47 à 55, de gauche à droite
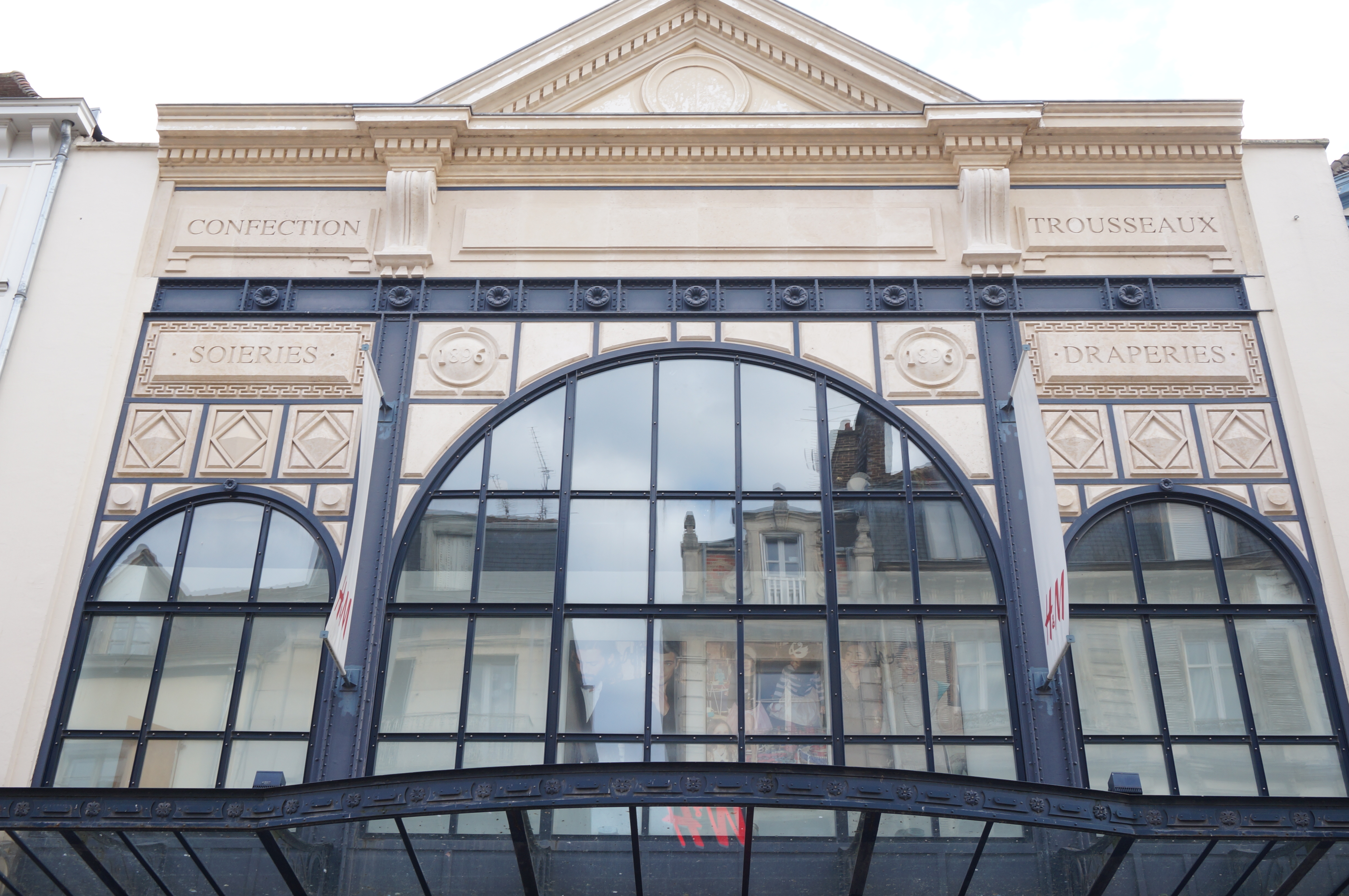
Le no 107
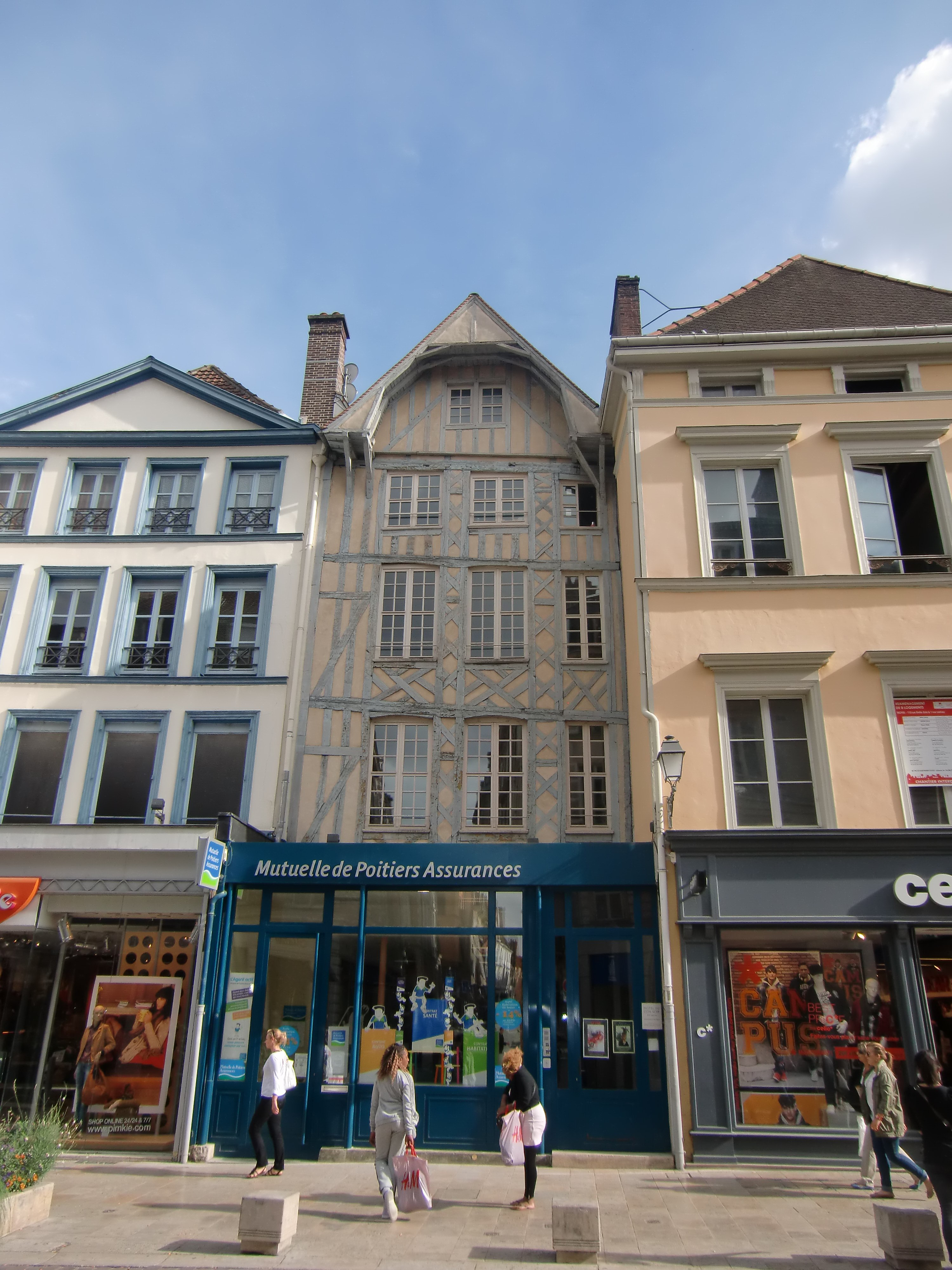
Le no 111 : Hôtel du Lion noir.
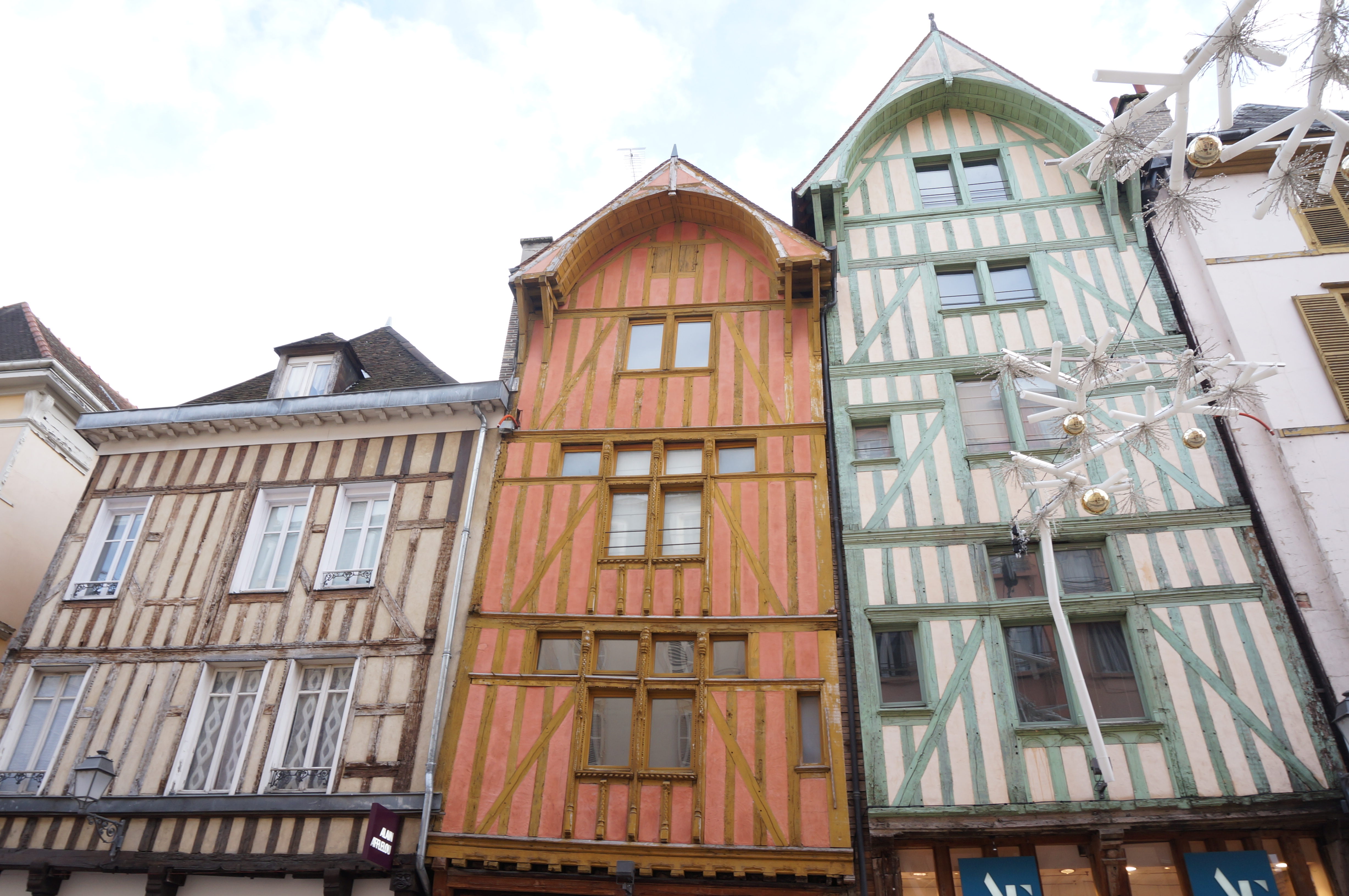
Les no 115 et no 117